# Myebon
Myebon ( birmanês:  မြေပုံမြို့   Município de Myebon) é uma cidade do distrito de Mrauk-U no estado de Rakhine, Myanmar (Birmânia). No censo de 2014, a população da cidade era de 137.193.

## História
Em 1945, durante a Segunda Guerra Mundial durante a Campanha da Birmânia teve lugar na região a batalha da colina 170 entre a 14.ª Exército do Reino Unido e o Exército Japonês da Área da Birmânia.
Em outubro de 2010, uma grande parte da região foi devastada pelo ciclone Giri. Certas aldeias foram completamente destruídas pela tempestade e milhares de pessoas encontraram-se sem abrigo.